# Bocskaikert
Bocskaikert é um município da Hungria, situado no condado de Hajdú-Bihar. Tem 10,89 km² de área e sua população em 2015 foi estimada em 3.192 habitantes.